# Carlotta di Schaumburg-Lippe
Principessa Carlotta di Schaumburg-Lippe (Ratibořice, 10 ottobre 1864 – Tubinga, 16 luglio 1946) era la figlia del principe Guglielmo di Schaumburg-Lippe e di sua moglie, la principessa Batilde di Anhalt-Dessau. In quanto seconda moglie del re Guglielmo II di Württemberg divenne la Regina Carlotta di Württemberg. Non fu soltanto l'ultima regina di Württemberg, ma l'ultima regina sopravvissuta di uno stato tedesco.

## Biografia

### Infanzia
Nacque a Schloss Ratiborschitz (ora Ratibořice), ed è cresciuta nella tenuta principesca a Náchod. Oltre ai generali interessi culturali come la musica e l'arte era anche molto appassionata di sport come il nuoto, il tennis, il ciclismo e - cosa insolita per una donna del tempo - di sci. Ha avuto anche una straordinaria passione per la caccia.

### Matrimonio
L'8 aprile 1886 sposò l'erede al trono del Regno di Württemberg, principe ereditario Guglielmo, che succedette nel 1891 come re Guglielmo II di Württemberg. Era la sua seconda moglie e il matrimonio non ha prodotto figli.
Come una principessa del Württemberg ha vissuto inizialmente a Ludwigsburg e a Stoccarda, ma come regina ha vissuto a Stoccarda. Da giugno a ottobre, la coppia reale si trasferì nella loro residenza a Friedrichshafen. Infine, nei mesi di novembre e dicembre soggiornavano regolarmente preso, in una vacanza di due settimane, nella loro riserva di caccia a Schloss Bebenhausen a Bebenhausen vicino a Tubinga, che dopo la rivoluzione del 1918 divenne la sede permanente di Carlotta.

### Regina di Württemberg
Re Guglielmo II godette di grande popolarità tra i suoi contemporanei, ma la relazione di Carlotta con il popolo di Württemberg era invece molto riservata, come risulta dalle pubblicazioni del tempo in cui si provò un entusiasmo distinto verso il re e freddezza verso la regina. La mancanza di figli senza dubbio contribuì a questo, ma di per sé non è una spiegazione sufficiente.
La ragione principale sembra risiedere nella riluttanza di Carlotta a svolgere le sue funzioni pubbliche e cerimoniali. Ad esempio, preferì festeggiare i suoi compleanni nella privacy di Friedrichshafen piuttosto che stare insieme con i suoi sudditi. Ha lasciato il re per lo più da solo durante le parate militari, e dopo pochi anni non andavano più insieme alla celebrazione pubblica del compleanno del Kaiser.
Carlotta, tuttavia, mostrò un interesse nei confronti di alcune cause sociali, per lo più a che fare con il favore delle donne.

### Ultimi anni e morte
Dopo la rivoluzione di novembre del 1918 e l'abolizione della monarchia, Guglielmo II d'accordo con lo Stato del Württemberg ricevette, per sé e per la moglie, un reddito annuo e diritto di soggiorno a Schloss Bebenhausen dove, dopo la morte di Guglielmo nel 1921, Carlotta visse una vita isolata, sotto il titolo di Duchessa di Württemberg per un altro quarto di secolo. Nel 1944 fu colpita da un ictus che la obbligò, per gli ultimi anni della sua vita, ad utilizzare una sedia a rotelle.
Carlotta morì a Bebenhausen il 16 luglio 1946 all'età di 82 anni. Non fu solo l'ultima regina di Württemberg, ma l'ultima regina superstite di qualsiasi Stato tedesco: la regina di Baviera era morta nel 1919, e la regina di Prussia nel 1921. Fu sepolta il 23 luglio 1946 nella Alter Friedhof di Ludwigsburg accanto al marito.

## Titoli e trattamento
- 10 ottobre 1864 - 8 aprile 1886: Sua Altezza Serenissima Principessa Carlotta di Schaumburg-Lippe
- 8 aprile 1886 - 6 ottobre 1891:  Sua Altezza Reale Principessa Guglielmo di Württemberg
- 6 ottobre 1891 - 30 novembre 1918:  Sua Maestà La Regina di Württemberg
- 30 novembre 1918 - 16 luglio 1946:  Sua Maestà La Regina Carlotta di Württemberg

## Ascendenza
|                                                 |                                                |                                                  | Genitori                                                 |  |  | Nonni |  |  | Bisnonni                              |  |  | Trisnonni                                    |  |
|                                                 |                                                |                                                  |                                                          |  |  |       |  |  | Filippo II, Conte di Schaumburg-Lippe |  |  | Federico Ernesto, Conte di Lippe-Alverdissen |  |
|                                                 |                                                |                                                  |                                                          |  |  |       |  |  | Filippo II, Conte di Schaumburg-Lippe |  |  | Federico Ernesto, Conte di Lippe-Alverdissen |  |
|                                                 |                                                | Elisabetta Filippina di Friesenhausen            |                                                          |  |  |       |  |  | Filippo II, Conte di Schaumburg-Lippe |  |  |                                              |  |
| Giorgio Guglielmo, Principe di Schaumburg-Lippe |                                                |                                                  |                                                          |  |  |       |  |  | Filippo II, Conte di Schaumburg-Lippe |  |  |                                              |  |
|                                                 |                                                | Langravia Giuliana d'Assia-Philippsthal          | Guglielmo, Langravio d'Assia-Philippsthal                |  |  |       |  |  |                                       |  |  |                                              |  |
|                                                 |                                                | Langravia Giuliana d'Assia-Philippsthal          | Guglielmo, Langravio d'Assia-Philippsthal                |  |  |       |  |  |                                       |  |  |                                              |  |
|                                                 |                                                | Langravia Giuliana d'Assia-Philippsthal          | Langravia Ulrica Eleonora d'Assia-Philippsthal-Barchfeld |  |  |       |  |  |                                       |  |  |                                              |  |
| Principe Guglielmo di Schaumburg-Lippe          |                                                | Langravia Giuliana d'Assia-Philippsthal          |                                                          |  |  |       |  |  |                                       |  |  |                                              |  |
|                                                 |                                                | Giorgio I, Principe di Waldeck e Pyrmont         | Carlo Augusto, Principe di Waldeck e Pyrmont             |  |  |       |  |  |                                       |  |  |                                              |  |
|                                                 |                                                | Giorgio I, Principe di Waldeck e Pyrmont         | Carlo Augusto, Principe di Waldeck e Pyrmont             |  |  |       |  |  |                                       |  |  |                                              |  |
|                                                 |                                                | Giorgio I, Principe di Waldeck e Pyrmont         | Contessa Palatina Cristiana Enrichetta di Zweibrücken    |  |  |       |  |  |                                       |  |  |                                              |  |
| Principessa Ida di Waldeck e Pyrmont            |                                                | Giorgio I, Principe di Waldeck e Pyrmont         |                                                          |  |  |       |  |  |                                       |  |  |                                              |  |
|                                                 |                                                | Principessa Augusta di Schwarzburg-Sondershausen | Augusto II, Principe di Schwarzburg-Sondershausen        |  |  |       |  |  |                                       |  |  |                                              |  |
|                                                 |                                                | Principessa Augusta di Schwarzburg-Sondershausen | Augusto II, Principe di Schwarzburg-Sondershausen        |  |  |       |  |  |                                       |  |  |                                              |  |
|                                                 |                                                | Principessa Augusta di Schwarzburg-Sondershausen | Principessa Cristina di Anhalt-Bernburg                  |  |  |       |  |  |                                       |  |  |                                              |  |
| Principessa Carlotta di Schaumburg-Lippe        |                                                | Principessa Augusta di Schwarzburg-Sondershausen |                                                          |  |  |       |  |  |                                       |  |  |                                              |  |
|                                                 | Federico, Principe Ereditario di Anhalt-Dessau | Leopoldo III, Duca di Anhalt-Dessau              |                                                          |  |  |       |  |  |                                       |  |  |                                              |  |
|                                                 | Federico, Principe Ereditario di Anhalt-Dessau | Leopoldo III, Duca di Anhalt-Dessau              |                                                          |  |  |       |  |  |                                       |  |  |                                              |  |
|                                                 | Federico, Principe Ereditario di Anhalt-Dessau | Margravia Luisa di Brandeburgo-Schwedt           |                                                          |  |  |       |  |  |                                       |  |  |                                              |  |
| Principe Federico Augusto di Anhalt-Dessau      | Federico, Principe Ereditario di Anhalt-Dessau |                                                  |                                                          |  |  |       |  |  |                                       |  |  |                                              |  |
|                                                 |                                                | Langravia Amalia d'Assia-Homburg                 | Federico V, Langravio d'Assia-Homburg                    |  |  |       |  |  |                                       |  |  |                                              |  |
|                                                 |                                                | Langravia Amalia d'Assia-Homburg                 | Federico V, Langravio d'Assia-Homburg                    |  |  |       |  |  |                                       |  |  |                                              |  |
|                                                 |                                                | Langravia Amalia d'Assia-Homburg                 | Langravia Carolina d'Assia-Darmstadt                     |  |  |       |  |  |                                       |  |  |                                              |  |
| Principessa Batilde di Anhalt-Dessau            |                                                | Langravia Amalia d'Assia-Homburg                 |                                                          |  |  |       |  |  |                                       |  |  |                                              |  |
|                                                 |                                                | Langravio Guglielmo d'Assia-Kassel               | Langravio Federico d'Assia-Kassel                        |  |  |       |  |  |                                       |  |  |                                              |  |
|                                                 |                                                | Langravio Guglielmo d'Assia-Kassel               | Langravio Federico d'Assia-Kassel                        |  |  |       |  |  |                                       |  |  |                                              |  |
|                                                 |                                                | Langravio Guglielmo d'Assia-Kassel               | Principessa Carolina di Nassau-Usingen                   |  |  |       |  |  |                                       |  |  |                                              |  |
| Langravia Maria Luisa Carlotta d'Assia-Kassel   |                                                | Langravio Guglielmo d'Assia-Kassel               |                                                          |  |  |       |  |  |                                       |  |  |                                              |  |
|                                                 |                                                | Principessa Luisa Carlotta di Danimarca          | Federico, Principe Ereditario di Danimarca               |  |  |       |  |  |                                       |  |  |                                              |  |
|                                                 |                                                | Principessa Luisa Carlotta di Danimarca          | Federico, Principe Ereditario di Danimarca               |  |  |       |  |  |                                       |  |  |                                              |  |
|                                                 |                                                | Principessa Luisa Carlotta di Danimarca          | Duchessa Sofia Federica di Meclemburgo-Schwerin          |  |  |       |  |  |                                       |  |  |                                              |  |
|                                                 |                                                | Principessa Luisa Carlotta di Danimarca          |                                                          |  |  |       |  |  |                                       |  |  |                                              |  |

## Collegamenti
- Consorti dei sovrani del Württemberg

## Fonti
- Lorenz, Mertens, Press (eds.), 1997: Das Haus Württemberg. Ein biographisches Lexikon, p. 335. Stuttgart; Kohlhammer ISBN 3-17-013605-4
- Decker-Hauff, H, 1997: Frauen im Hause Württemberg, p. 276.  DRW-Verlag: Leinfelden-Echterdingen ISBN 3-87181-390-7
- James Pope-Hennessy, Queen Mary 1867-1953, Londra, George Allen and Unwin Unlimited, 1959, ISBN 0-04-923025-5.
- Thomsen, S., 2006: Die württembergischen Königinnen: Charlotte Mathilde, Katharina, Pauline, Olga, Charlotte - ihr Leben und Wirken. Tübingen